# Disa uniflora
Disa uniflora (Afrikaans: bakkiesblom) är en orkidéart som beskrevs av Peter Jonas Bergius. Disa uniflora ingår i släktet Disa och familjen orkidéer. Inga underarter finns listade i Catalogue of Life.

## Bildgalleri

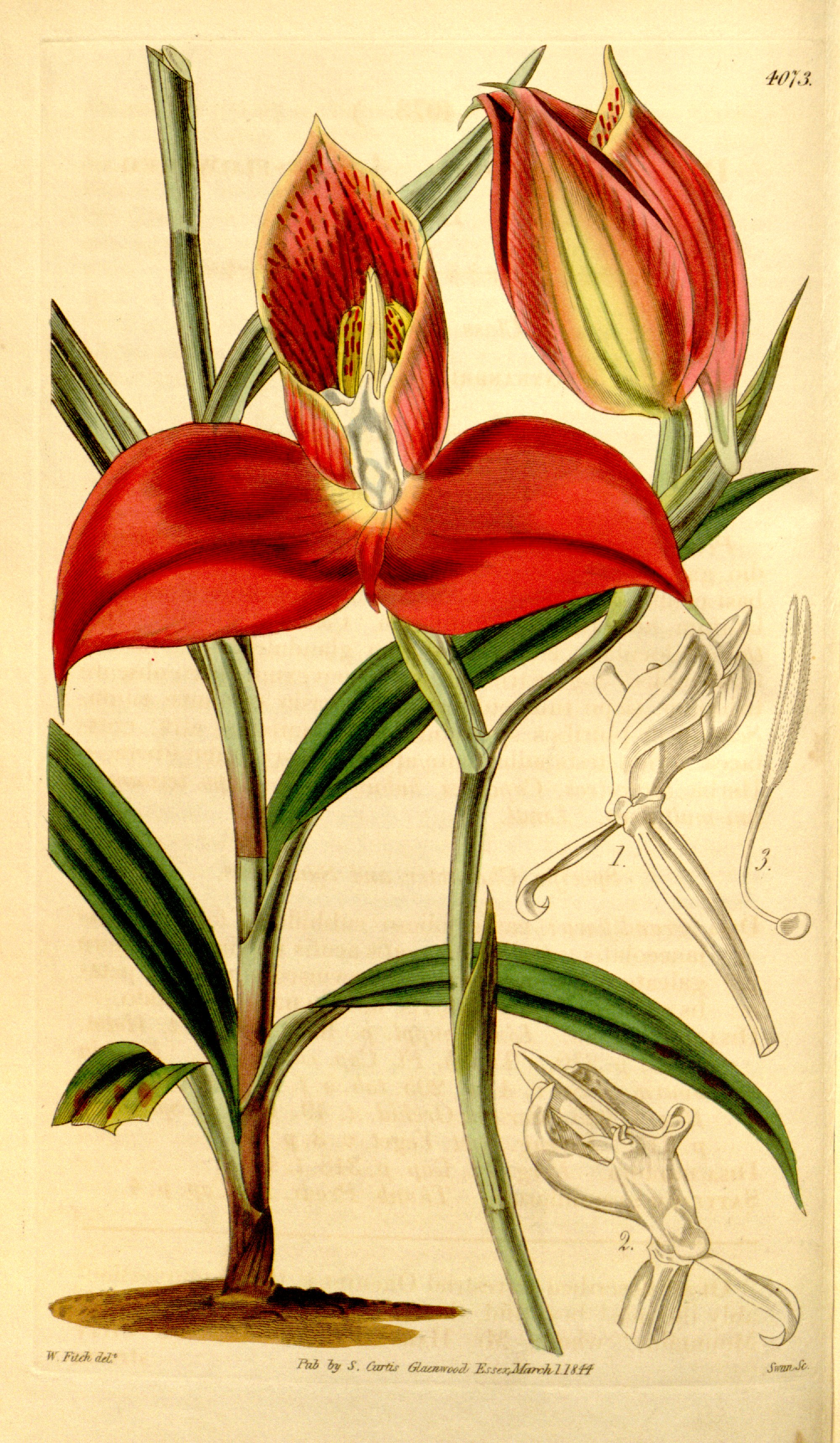
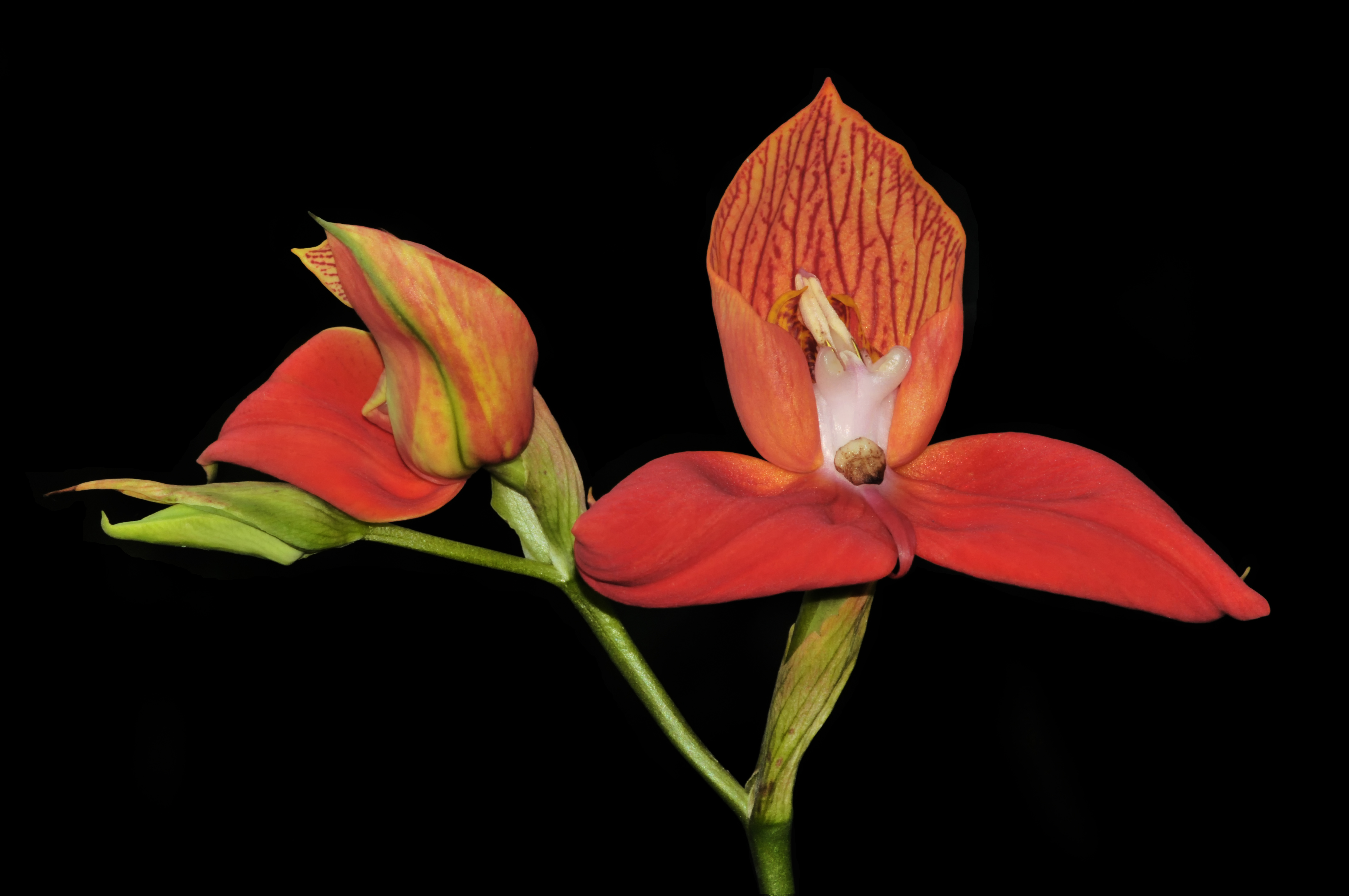
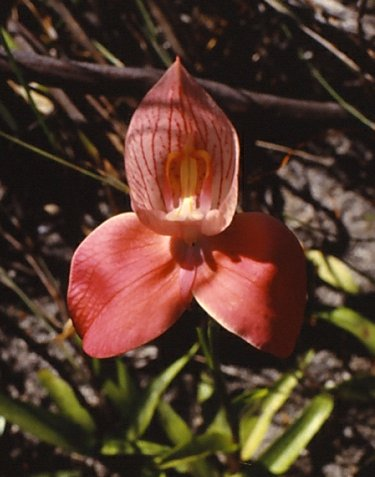
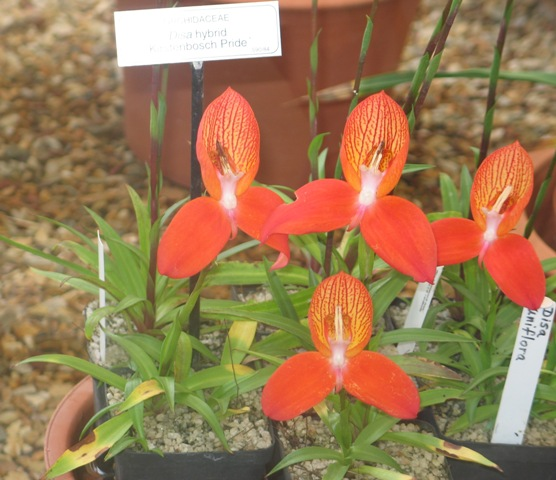
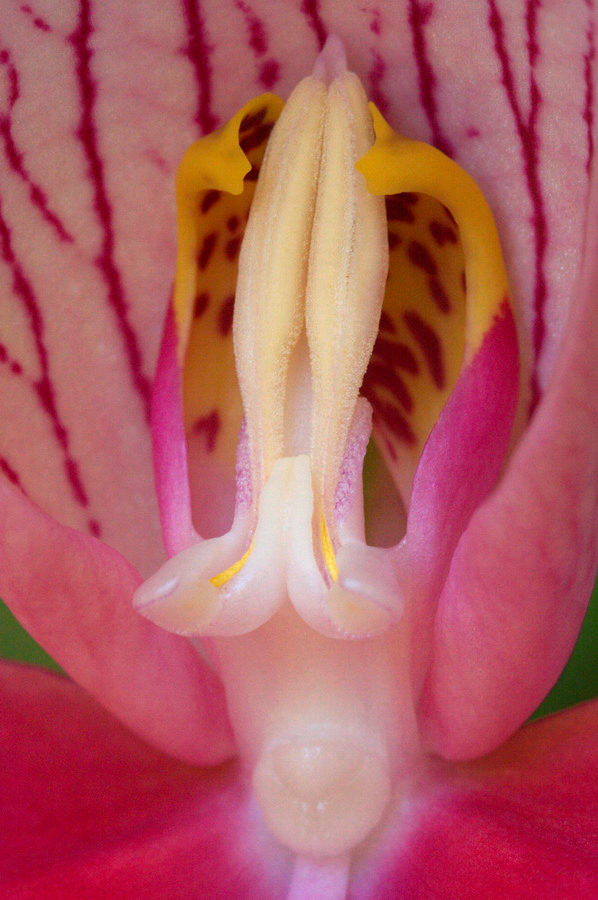
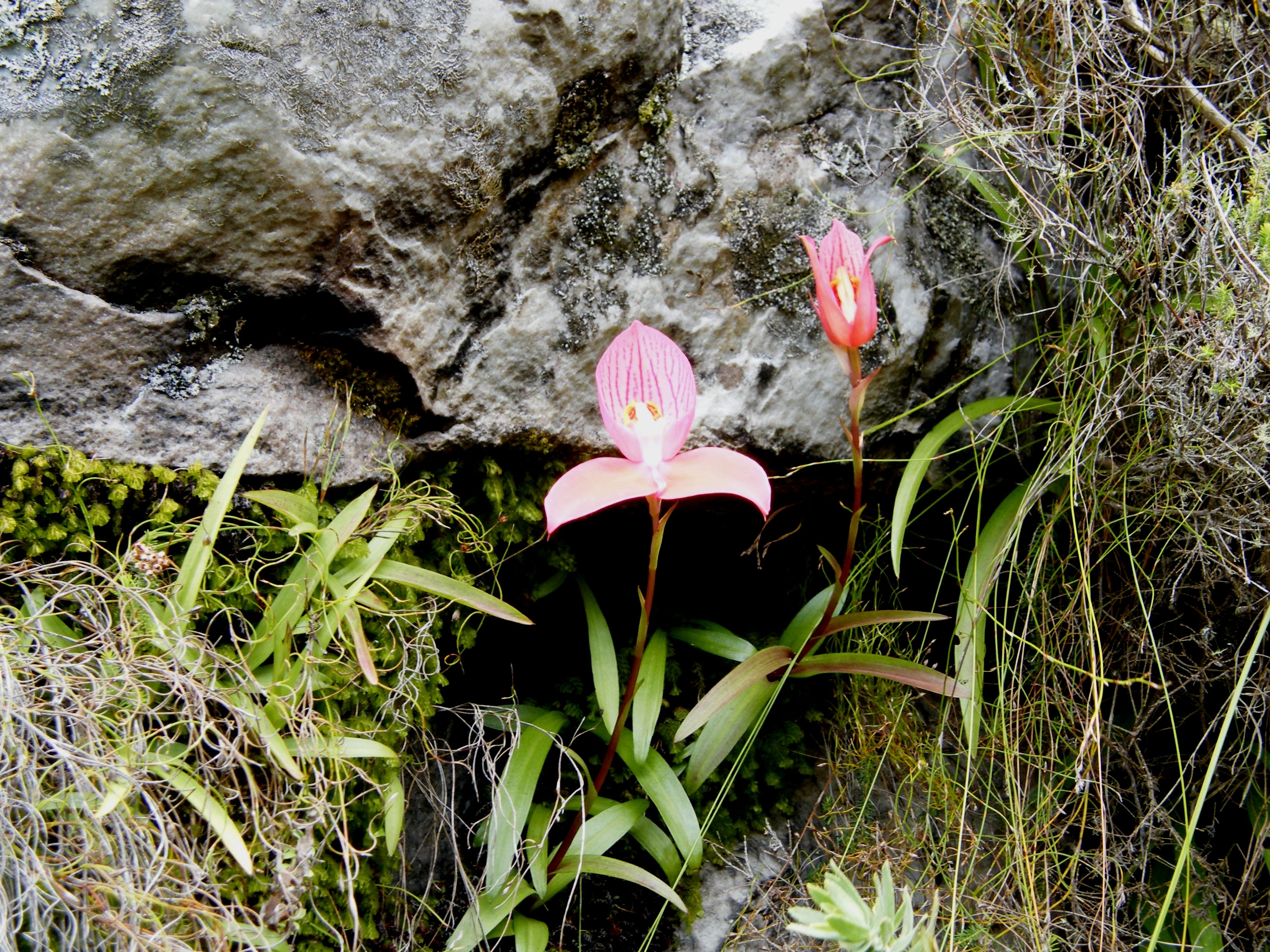
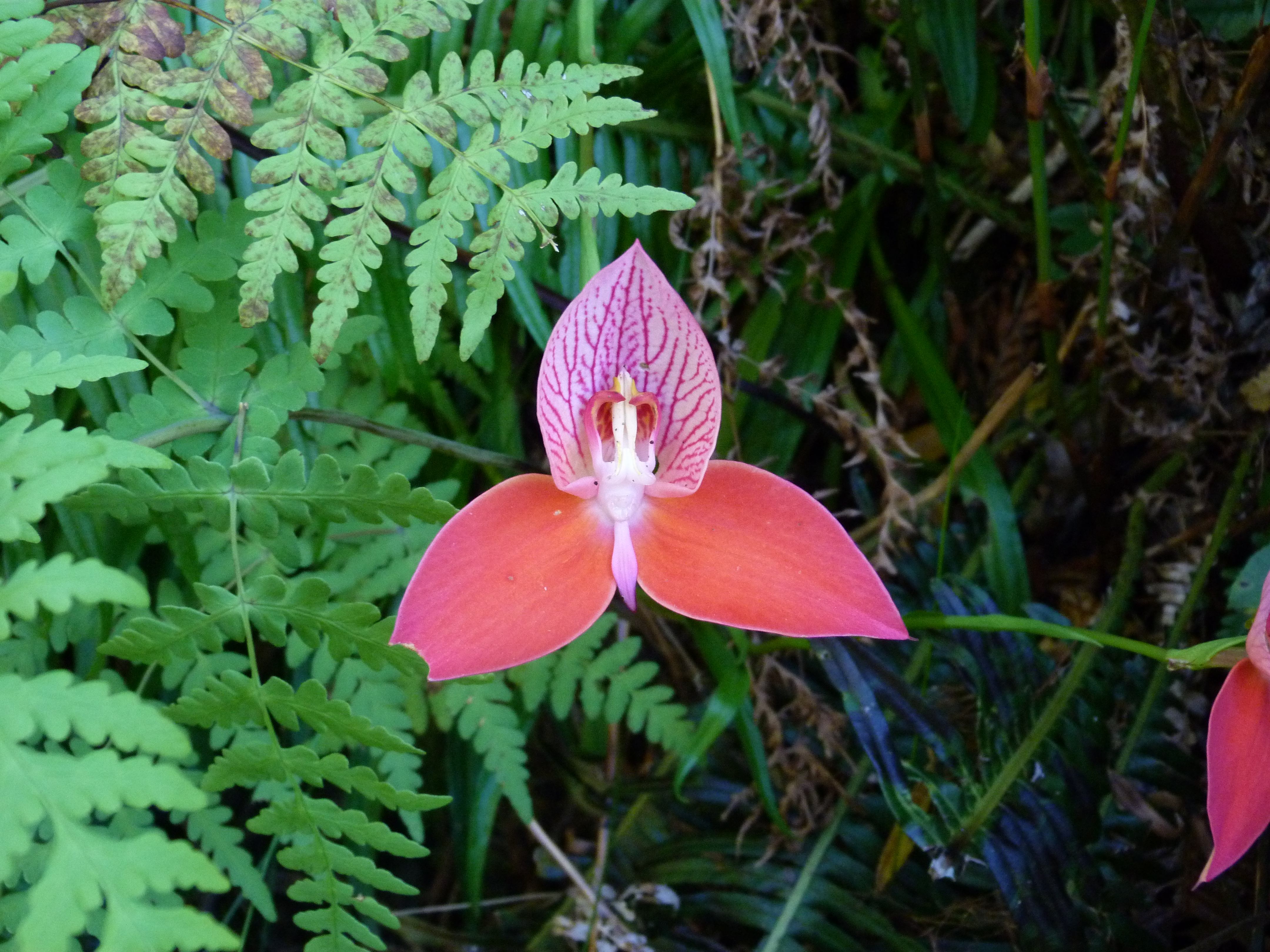